# Persone di nome Gerald
| Questa pagina contiene informazioni ricavate automaticamente dalle voci biografiche con l'ausilio del template Bio e di un bot. L'aggiornamento è periodico e automatico e ricostruisce completamente la pagina. Se manca una persona in questa lista, sei pregato di non aggiungerla, ma accertati piuttosto che la sua voce biografica contenga il template Bio e che i dati anagrafici siano correttamente compilati. Se il template Bio manca, inseriscilo tu stesso o, in alternativa, metti l'avviso {{tmp\|Bio}} che ne segnala la mancanza. Se i dati riportati sono sbagliati, correggi direttamente la voce biografica; le modifiche saranno visibili in questa lista entro pochi giorni. Per chiarimenti vedi il progetto antroponimi. La lista contiene solo le 207 persone che sono citate nell'enciclopedia e per le quali è stato implementato correttamente il template Bio. Pagina aggiornata al 22 lug 2025. |

Questa è una lista di persone presenti nell'enciclopedia che hanno il nome Gerald, suddivise per attività principale.

## Allenatori di calcio(4)
- Gerald Baumgartner, allenatore di calcio, dirigente sportivo e ex calciatore austriaco (Oberndorf bei Salzburg, n. 1964)
- Gerry Peyton, allenatore di calcio e ex calciatore irlandese (Birmingham, n. 1956)
- Gerry Taggart, allenatore di calcio e ex calciatore nordirlandese (Belfast, n. 1970)
- Gerald Vanenburg, allenatore di calcio e ex calciatore olandese (Utrecht, n. 1964)

## Allenatori di pallacanestro(1)
- Jerry Wainwright, allenatore di pallacanestro statunitense (Berwyn, n. 1947)

## Ammiragli(1)
- Gerald Charles Dickens, ammiraglio inglese (Londra, n. 1879 - Londra, † 1962)

## Archeologi(1)
- Gerald Lankester Harding, archeologo e linguista britannico (Tientsin, n. 1901 - † 1979)

## Arcivescovi cattolici(1)
- Gerald O'Hara, arcivescovo cattolico statunitense (Scranton, n. 1895 - Londra, † 1963)

## Assassini seriali(1)
- Gerald Stano, assassino seriale statunitense (Schenectady, n. 1951 - Florida State Prison, † 1998)

## Astronauti(1)
- Gerald Carr, astronauta statunitense (Denver, n. 1932 - Albany, † 2020)

## Astronomi(1)
- Gerald Neugebauer, astronomo tedesco (Gottinga, n. 1932 - Tucson, † 2014)

## Attori(17)
- Gerald Ames, attore, regista e schermidore britannico (Blackheath, n. 1880 - Londra, † 1933)
- Gerald Anderson, attore e cestista filippino (Subic, n. 1989)
- Gerry Bamman, attore statunitense (Independence, n. 1941)
- Carl Duering, attore inglese (Berlino, n. 1923 - Londra, † 2018)
- Gerald Flood, attore e doppiatore britannico (Portsmouth, n. 1927 - Farnham, † 1989)
- Gerald Hamer, attore britannico (Llandudno, n. 1886 - † 1972)
- Alexander Held, attore tedesco (Monaco di Baviera, n. 1957)
- Jerry Lacy, attore statunitense (Sioux City, n. 1936)
- Jerry Mathers, attore statunitense (Sioux City, n. 1948)
- Gerald du Maurier, attore e produttore teatrale inglese (Hampstead, n. 1873 - Hampstead, † 1934)
- Gerald McRaney, attore statunitense (Collins, n. 1947)
- Gerald Mohr, attore statunitense (New York, n. 1914 - Södermalm, † 1968)
- Gerald S. O'Loughlin, attore statunitense (New York, n. 1921 - Los Angeles, † 2015)
- Gerald Royston, attore britannico (Londra, n. 1901)
- Jerry Stiller, attore, comico e produttore televisivo statunitense (New York, n. 1927 - New York, † 2020)
- Jerry Trainor, attore e doppiatore statunitense (San Diego, n. 1977)
- Burt Young, attore statunitense (New York, n. 1940 - Los Angeles, † 2023)

## Aviatori(2)
- Gerald Birks, aviatore canadese (Montreal, n. 1894 - Toronto, † 1991)
- Gerald Loxley, aviatore e militare britannico (Gloucestershire, n. 1885 - Herefordshire, † 1950)

## Avvocati(1)
- Geraldo Rivera, avvocato, giornalista e conduttore televisivo statunitense (New York, n. 1943)

## Bassi-baritoni(1)
- Gerald Finley, basso-baritono canadese (Montréal, n. 1960)

## Bassisti(3)
- Jerry Jemmott, bassista e contrabbassista statunitense (New York, n. 1946)
- Jerry Only, bassista e cantante statunitense (Lodi, n. 1959)
- Gerald Veasley, bassista statunitense (Filadelfia, n. 1955)

## Biologi(1)
- Gerald Edelman, biologo statunitense (New York, n. 1929 - La Jolla, † 2014)

## Bobbisti(1)
- Gerald Presley, bobbista canadese (Arnprior, n. 1942 - White Rock, † 2024)

## Calciatori(20)
- Gerald Asamoah, ex calciatore ghanese (Mampong, n. 1978)
- Gerry Byrne, calciatore inglese (Liverpool, n. 1938 - Wrexham, † 2015)
- Terry Conroy, ex calciatore irlandese (Dublino, n. 1946)
- Gerald Díaz, calciatore portoricano (Caguas, n. 1999)
- Gerald Drummond, ex calciatore costaricano (San José, n. 1976)
- Gerry Francis, ex calciatore e allenatore di calcio inglese (Londra, n. 1951)
- Gerry Gazzard, calciatore inglese (Cinderford, n. 1925 - Penzance, † 2006)
- Gerald Glatzmeyer, calciatore austriaco (Vienna, n. 1968 - Schwechat, † 2001)
- Gerry Hitchens, calciatore inglese (Rawnsley, n. 1934 - Hope, † 1983)
- Gerald Humphreys, ex calciatore gallese (Llandudno, n. 1946)
- Gerald Messlender, calciatore austriaco (Baden, n. 1961 - Guntramsdorf, † 2019)
- Gerald Neil, calciatore giamaicano (Kingston, n. 1978)
- Gerald Nutz, calciatore austriaco (Judenburg, n. 1994)
- Gerry O'Hara, ex calciatore inglese (Wolverhampton, n. 1956)
- Gerald Phiri Jr., ex calciatore malawiano (Blantyre, n. 1993)
- Gerald Sibon, ex calciatore olandese (Emmen, n. 1974)
- Gerald Takwara, calciatore zimbabwese (Harare, n. 1994)
- Gerald Taylor, calciatore costaricano (Limón, n. 2001)
- Gerald Távara, calciatore peruviano (Sullana, n. 1999)
- Gerald Young, calciatore inglese (Jarrow, n. 1936 - † 2020)

## Cantanti(2)
- Gerald Alston, cantante statunitense (Henderson, n. 1951)
- Gerry Beckley, cantante, chitarrista e tastierista statunitense (Fort Worth, n. 1952)

## Cantautori(2)
- Gerald Levert, cantautore e produttore discografico statunitense (Filadelfia, n. 1966 - Newbury, † 2006)
- Gerry Rafferty, cantautore e chitarrista scozzese (Paisley, n. 1947 - Bournemouth, † 2011)

## Cardinali(1)
- Gerald Emmett Carter, cardinale e arcivescovo cattolico canadese (Montréal, n. 1912 - Toronto, † 2003)

## Cestisti(27)
- Isaiah Armwood, cestista statunitense (Baltimora, n. 1990)
- Gerald Beverly, cestista statunitense (Rochester, n. 1993)
- Gerald Brown, ex cestista e allenatore di pallacanestro statunitense (Los Angeles, n. 1975)
- Gerald Calabrese, cestista e politico statunitense (Hoboken, n. 1925 - Cliffside Park, † 2015)
- Gerald Fitch, ex cestista statunitense (Columbus, n. 1982)
- Gerald Glass, ex cestista statunitense (Greenwood, n. 1967)
- Gerald Govan, ex cestista statunitense (Jersey City, n. 1942)
- Gerald Green, ex cestista e allenatore di pallacanestro statunitense (Houston, n. 1986)
- Jerry Greenspan, cestista statunitense (Newark, n. 1941 - Florham Park, † 2019)
- Dusty Hannahs, cestista statunitense (Little Rock, n. 1993)
- Gerald Kazanowski, ex cestista canadese (Nanaimo, n. 1960)
- Gerald Lee, ex cestista statunitense (Uusikaupunki, n. 1987)
- Gerald Lee, ex cestista e allenatore di pallacanestro statunitense (Boston, n. 1951)
- Gerald Madkins, ex cestista statunitense (Merced, n. 1969)
- Jerry McKee, ex cestista statunitense (Dayton, n. 1946)
- Jerry Mullen, cestista statunitense (Berkeley, n. 1933 - Sacramento, † 1979)
- Jerry Nagel, cestista statunitense (Chicago, n. 1928 - Chicago, † 1999)
- Jerry Ocasio, ex cestista portoricano (n. 1958)
- Gerald Paddio, ex cestista statunitense (Lafayette, n. 1965)
- Jerry Paulson, cestista statunitense (n. 1935 - † 1986)
- Gerald Robinson, cestista statunitense (Nashville, n. 1989)
- Jerry Sloan, cestista e allenatore di pallacanestro statunitense (McLeansboro, n. 1942 - Salt Lake City, † 2020)
- Lance Stephens, cestista canadese (Port Kells, n. 1937 - White Rock, † 2002)
- Gerald Tucker, cestista e allenatore di pallacanestro statunitense (n. 1922 - † 1979)
- Gerald Wallace, ex cestista statunitense (Sylacauga, n. 1982)
- Gerry Ward, ex cestista statunitense (Bronx, n. 1941)
- Gerald Wilkins, ex cestista statunitense (Atlanta, n. 1963)

## Ciclisti su strada(1)
- Gerald Ciolek, ex ciclista su strada tedesco (Colonia, n. 1986)

## Compositori(4)
- Gerald Berners, compositore, scrittore e pittore britannico (Stockton, n. 1883 - Faringdon, † 1950)
- Gerald Finzi, compositore inglese (Londra, n. 1901 - Oxford, † 1956)
- Jerry Herman, compositore, musicista e paroliere statunitense (New York, n. 1931 - Miami, † 2019)
- Gerald Levinson, compositore statunitense (Westport, n. 1951)

## Compositori di scacchi(1)
- Gerald Frank Anderson, compositore di scacchi e diplomatico britannico (Newcastle, n. 1898 - Hove, † 1983)

## Conduttori televisivi(1)
- Jerry Springer, conduttore televisivo, politico e giornalista britannico (Londra, n. 1944 - Chicago, † 2023)

## Direttori della fotografia(1)
- Gerry Turpin, direttore della fotografia britannico (n. 1925 - † 1997)

## Dirigenti d'azienda(1)
- Jerry Heller, manager e produttore discografico statunitense (Cleveland, n. 1940 - Thousand Oaks, † 2016)

## Disegnatori(1)
- Gerald Holtom, disegnatore e pacifista britannico (Twickenham, n. 1914 - † 1985)

## Editori(1)
- Gerald Duckworth, editore britannico (n. 1870 - Milano, † 1937)

## Fisici(3)
- Gerald Feinberg, fisico statunitense (New York, n. 1933 - New York, † 1992)
- Gerald Guralnik, fisico statunitense (Cedar Falls, n. 1936 - Providence, † 2014)
- Gerald Schroeder, fisico e teologo statunitense (New York, n. 1938)

## Fotografi(1)
- Gerald Bruneau, fotografo francese (Monte Carlo, n. 1947)

## Fumettisti(1)
- Gerald Scarfe, fumettista britannico (Londra, n. 1936)

## Genealogisti(1)
- Gerald Wollaston, genealogista e araldista britannico (n. 1874 - † 1957)

## Generali(1)
- Gerald Kitson, generale britannico (Morval, n. 1856 - Redhill, † 1950)

## Gesuiti(1)
- Gerald O'Collins, gesuita e teologo australiano (Melbourne, n. 1931 - Melbourne, † 2024)

## Giocatori di football americano(13)
- Gerald Ameln, giocatore di football americano tedesco (Accra, n. 2001)
- Gerald Everett, giocatore di football americano statunitense (Atlanta, n. 1994)
- Gerald Hodges, giocatore di football americano statunitense (Woodbury, n. 1991)
- Andre Jones Jr., giocatore di football americano statunitense (Varnado, n. 1998)
- Jerry Kramer, ex giocatore di football americano statunitense (Jordan, n. 1936)
- Wayne Martin, ex giocatore di football americano statunitense (Cherry Valley, n. 1965)
- Jerry Mays, giocatore di football americano statunitense (Dallas, n. 1939 - Dallas, † 1994)
- Gerald McCoy, giocatore di football americano statunitense (Oklahoma City, n. 1988)
- Gerald Olszewski, ex giocatore di football americano e allenatore di football americano tedesco (n. 1966)
- Gerald Riggs, ex giocatore di football americano statunitense (Tullos, n. 1960)
- Gerald Robinson, ex giocatore di football americano statunitense (Tuskegee, n. 1963)
- Gerald Sensabaugh, ex giocatore di football americano statunitense (Kingsport, n. 1983)
- Gerald Willhite, ex giocatore di football americano statunitense (Sacramento, n. 1959)

## Giornalisti(2)
- Gerald C. Duffy, giornalista e sceneggiatore statunitense (New York, n. 1896 - Los Angeles, † 1928)
- Jerry Wexler, giornalista e produttore discografico statunitense (New York, n. 1917 - Sarasota, † 2008)

## Hockeisti su ghiaccio(1)
- Gerry Meehan, ex hockeista su ghiaccio e dirigente sportivo canadese (Toronto, n. 1946)

## Hockeisti su prato(1)
- Gerald Logan, hockeista su prato britannico (Wimbledon, n. 1879 - Folkestone, † 1951)

## Illustratori(1)
- Gerald Brom, illustratore statunitense (Albany, n. 1965)

## Imprenditori(2)
- Jerry Buss, imprenditore e giocatore di poker statunitense (Salt Lake City, n. 1933 - Los Angeles, † 2013)
- Gerald D. Hines, imprenditore e filantropo statunitense (Gary, n. 1925 - Greenwich, † 2020)

## Informatici(1)
- Gerald Jay Sussman, informatico e matematico statunitense (Cleveland, n. 1947)

## Ingegneri(2)
- Gerald Bull, ingegnere canadese (North Bay, n. 1928 - Bruxelles, † 1990)
- Jerry Lawson, ingegnere e informatico statunitense (Brooklyn, n. 1940 - Santa Clara, † 2011)

## Linguisti(1)
- Gerald Gazdar, linguista britannico (n. 1950)

## Matematici(2)
- Gerald Folland, matematico statunitense (Salt Lake City, n. 1947)
- Gerald James Whitrow, matematico, cosmologo e storico della scienza britannico (Kimmeridge, n. 1912 - † 2000)

## Militari(5)
- Gerald Edmund Boyle, militare irlandese (n. 1840 - † 1927)
- Gerald FitzGerald, IX conte di Kildare, militare irlandese (Maynooth, n. 1487 - Londra, † 1534)
- Gerald Ketchum, militare statunitense (Bellingham, n. 1908 - Plano, † 1992)
- Gerald Richardson, militare e poliziotto britannico
- Gerald Templer, militare britannico (Colchester, n. 1898 - Chelsea, † 1979)

## Musicisti(1)
- Jerry Douglas, musicista e produttore discografico statunitense (Warren, n. 1956)

## Musicologi(1)
- Gerald Abraham, musicologo britannico (Newport, n. 1904 - † 1988)

## Naturalisti(1)
- Gerald Durrell, naturalista, zoologo e esploratore britannico (Jamshedpur, n. 1925 - Jersey, † 1995)

## Nobili(6)
- Gerald FitzGerald, VIII conte di Kildare, nobile irlandese (Kildare)
- Gerald FitzMaurice, I signore di Offaly, nobile irlandese († 1204)
- Gerald FitzGerald, XI conte di Kildare, nobile irlandese (n. 1525 - Londra, † 1585)
- Gerald FitzGerald, V duca di Leinster, nobile irlandese (Dublino, n. 1851 - † 1893)
- Gerald Grosvenor, VI duca di Westminster, nobile, imprenditore e militare britannico (Omagh, n. 1951 - Preston, † 2016)
- Gerald Wellesley, VII duca di Wellington, nobile, militare e diplomatico inglese (Londra, n. 1885 - Londra, † 1972)

## Nuotatori(1)
- Gerald Mörken, ex nuotatore tedesco (Dortmund, n. 1959)

## Orientalisti(1)
- G. R. Hawting, orientalista britannico (n. 1944)

## Pallanuotisti(2)
- Gerald Goddard, pallanuotista sudafricano (Pretoria, n. 1920 - Johannesburg, † 1986)
- Gerry Worsell, pallanuotista britannico (Londra, n. 1930)

## Pianisti(1)
- Gerald Moore, pianista inglese (Watford, n. 1899 - Penn, † 1987)

## Piloti automobilistici(2)
- Gerry Birrell, pilota automobilistico britannico (Glasgow, n. 1944 - Rouen, † 1973)
- Jerry Hoyt, pilota automobilistico statunitense (Chicago, n. 1929 - Oklahoma City, † 1955)

## Piloti motociclistici(1)
- Gerald Delepine, pilota motociclistico belga (Hermalle, n. 1969)

## Pistard(1)
- Gerald Mortag, pistard tedesco (Gera, n. 1958 - † 2023)

## Polistrumentisti(1)
- Gerald Casale, polistrumentista, cantante e compositore statunitense (Ravenna - Ohio, USA, n. 1948)

## Politici(11)
- Gerald L. Baliles, politico statunitense (Stuart, n. 1940 - Charlottesville, † 2019)
- Gerald Berkel, politico olandese (Sint Eustatius, n. 1969)
- Gerald Cash, politico inglese (Nassau, n. 1917 - † 2003)
- Gerry Connolly, politico statunitense (Boston, n. 1950 - Fairfax, † 2025)
- Gerald Ford, politico statunitense (Omaha, n. 1913 - Rancho Mirage, † 2006)
- Gerald Götting, politico tedesco (Nietleben, n. 1923 - Berlino, † 2015)
- Jerry McNerney, politico e ingegnere statunitense (Albuquerque, n. 1951)
- Jerry Moran, politico e avvocato statunitense (Great Bend, n. 1954)
- Gerald Nye, politico statunitense (Hortonville, n. 1892 - Washington, † 1971)
- Jerry Solomon, politico statunitense (Okeechobee, n. 1930 - Queensbury, † 2001)
- Jerry Weller, politico statunitense (Streator, n. 1957)

## Presbiteri(1)
- Gerald Fitzgerald, presbitero statunitense (Framingham, n. 1894 - † 1969)

## Produttori cinematografici(1)
- Gerald R. Molen, produttore cinematografico statunitense (Great Falls, n. 1935)

## Produttori discografici(1)
- A Guy Called Gerald, produttore discografico e disc jockey inglese (Moss Side, n. 1967)

## Psicologi(1)
- Gerald Koocher, psicologo statunitense (n. 1947)

## Pugili(2)
- Gerald Dreyer, pugile sudafricano (Pretoria, n. 1929 - † 1985)
- Gerald McClellan, ex pugile statunitense (Freeport, n. 1967)

## Rapper(1)
- G-Eazy, rapper e produttore discografico statunitense (Tempe, n. 1989)

## Registi(4)
- Gerry Anderson, regista, sceneggiatore e produttore televisivo britannico (Londra, n. 1929 - Henley-on-Thames, † 2012)
- Gerald Kargl, regista e sceneggiatore austriaco (Villaco, n. 1953)
- Gerald McMorrow, regista e sceneggiatore britannico (Londra, n. 1970)
- Gerald Thomas, regista e montatore britannico (Kingston upon Hull, n. 1920 - Beaconsfield, † 1993)

## Registi teatrali(2)
- Gerald Freedman, regista teatrale, paroliere e librettista statunitense (Lorain, n. 1927 - Winston-Salem, † 2020)
- Gerald Gutierrez, regista teatrale statunitense (Brooklyn, n. 1950 - Brooklyn, † 2003)

## Rivoluzionari(1)
- Gerald FitzGerald, XV conte di Desmond, rivoluzionario irlandese (Dublino, n. 1533 - Dublino, † 1583)

## Sassofonisti(2)
- Gerald Albright, sassofonista e polistrumentista statunitense (Los Angeles, n. 1957)
- Gerry Mulligan, sassofonista, compositore e arrangiatore statunitense (New York, n. 1927 - Darien, † 1996)

## Scacchisti(1)
- Gerald Abrahams, scacchista, scrittore e avvocato britannico (Liverpool, n. 1907 - † 1980)

## Scrittori(4)
- Gerald Basil Edwards, scrittore britannico (Vale, n. 1899 - Weymouth, † 1976)
- Gerald Gardner, scrittore, saggista e esoterista britannico (Blundellsands, n. 1884 - Mar Mediterraneo, † 1964)
- Gerald Green, scrittore, giornalista e produttore televisivo statunitense (Brooklyn, n. 1922 - Norwalk, † 2006)
- Gerald Murnane, scrittore australiano (Melbourne, n. 1939)

## Scrittori di fantascienza(1)
- Jerry Sohl, autore di fantascienza e sceneggiatore statunitense (Los Angeles, n. 1913 - Thousand Oaks, † 2002)

## Sollevatori(1)
- Gerald Gratton, sollevatore canadese (Montréal, n. 1927 - Montréal, † 1963)

## Storici(2)
- Gerald Steinacher, storico austriaco (Sankt Johann in Tirol, n. 1970)
- Gerald J. Toomer, storico e storico della scienza britannico (Aldershot, n. 1934)

## Tastieristi(1)
- Gerald Woodruffe, tastierista e compositore britannico (Birmingham, n. 1951)

## Tennisti(3)
- Gerald Battrick, tennista britannico (Bridgend, n. 1947 - † 1998)
- Gerald Melzer, tennista austriaco (Vienna, n. 1990)
- Gerald Patterson, tennista australiano (Preston, n. 1895 - Melbourne, † 1967)

## Tiratori a segno(1)
- Gerald Ouellette, tiratore a segno canadese (Windsor, n. 1934 - Windsor, † 1975)

## Trombettisti(1)
- Gerald Wilson, trombettista statunitense (Shelby, n. 1918 - Los Angeles, † 2014)

## Velocisti(3)
- Gerald Ashworth, ex velocista statunitense (Haverhill, n. 1942)
- Gerald Phiri, velocista zambiano (Ndola, n. 1988)
- Gerald Tinker, ex velocista e giocatore di football americano statunitense (Miami, n. 1951)

## Vescovi cattolici(3)
- Gerald Michael Barbarito, vescovo cattolico statunitense (New York, n. 1950)
- Gerald Frederick Kicanas, vescovo cattolico statunitense (Chicago, n. 1941)
- Gerald Lee Vincke, vescovo cattolico statunitense (Saginaw, n. 1964)

## Zoologi(1)
- Gerald Michael Maynes, zoologo australiano